# Norman Levine
Norman Levine (* 22. Oktober 1923 in Ottawa; † 14. Juni 2005 in Barnard Castle, County Durham) war ein kanadischer Schriftsteller, der Sprache als eine „Zwangsjacke“ sah, die das Aufregende trübt, und wollte, dass das von ihm Geschriebene mit der Unmittelbarkeit der abstrakten Malerei gesehen wurde, die ihm in der Künstlerkolonie St Ives in Cornwall begegnete, in der er dreißig Jahre lang lebte.

## Leben

### Herkunft, Militärdienst und Studium
Levine, dessen Eltern aus Polen nach Kanada einwanderten, wuchs in Ottawa auf, wo sein Vater als Obsthändler tätig war. Als Sohn orthodoxer Juden lebte er in der Lower Town von Ottawa, einem damals überwiegend von Frankokanadiern bewohnten Viertel, so dass er sich dort als Außenseiter fühlte.
Während des Zweiten Weltkrieges kam er 1943 als Angehöriger der Royal Canadian Air Force (RCAF) erstmals nach Großbritannien und diente dort als Pilot des in Yorkshire stationierten Avro Lancaster-Bombergeschwaders. Nach Kriegsende und seiner Rückkehr nach Kanada begann er ein Studium der Anglistik an der McGill University in Montreal.
Mit finanzieller Unterstützung durch ein Stipendium konnte er 1949 einen Gaststudienaufenthalt am King’s College London absolvieren und einen Sommer in Cornwall verbringen. Später führte er dazu aus, dass er ohne das Leben unter den Malern in der Künstlerkolonie St Ives nicht zu dem Schriftsteller geworden wäre, der er wurde.

### Literarisches Schaffen

#### Früher Einfluss durch das Leben in der Künstlerkolonie St Ives
Die körperliche Anwesenheit des ihn prägenden Fischerörtchens St Ives tauchte erstmals in The Tight-rope Walker (1950) auf, der zweiten von drei Gedichtsammlungen. Das sichtbare, von der Malerei inspirierte Element seines Schreibens entwickelte er dadurch, dass er bei seinen Spaziergängen ein Notizbuch mitnahm und beschrieb, was er sah. Die Idee dazu kam ihm, als er den Maler Ben Nicholson beim Malen von Fischerbooten im Hafen des Ortes sah. Zu seinem Bekanntenkreis in St Ives gehörten die Künstler Patrick Heron, Terry Frost, David Haughton und Peter Lanyon.
Während seines Studiums veröffentlichte er 1952 seinen autobiografischen Debütroman The Angled Road, in dem er seine Erlebnisse während des Militärdienstes im Zweiten Weltkrieg beschrieb. Zur selben Zeit entdeckte er für sich als Form seines schriftstellerischen Wirkens die Kurzgeschichte. 
Zu Beginn seiner literarischen Tätigkeit war er auf finanzielle Unterstützung aus dem Fonds des Veterans Act angewiesen und entwickelte in seinen Kurzgeschichten der 1950er und 1960er Jahre einen Geschmack für das harte Leben. In der Kurzgeschichte I’ll Bring You Back Something Nice, in der ein verarmter Schriftsteller ein Alumni-Treffen der McGill University nutzt, um seine Freunde auf der Herrentoilette um einen Kredit zu fragen, zeigte Levine seinen Sinn für Schwarzen Humor. Die Person des autodidaktischen Malers Alfred Wallis, eines der Gründer der Künstlerkolonie St Ives, inspirierte ihn zur Kurzgeschichte A Sabbath Walk, die nach ihrer Veröffentlichung in der Zeitschrift Botteghe Obscure 1956 internationale Aufmerksamkeit erhielt.
Die Geschichte We All Begin In A Little Magazine beschrieb, wie Levine Boden für sein literarisches Frühwerk in kleinen britischen Literaturzeitschriften fand, ehe er seinen Durchbruch in internationalen Magazinen wie Harper’s Bazaar und Vogue hatte.

#### Canada Made Meund die Kritik an seinem Geburtsland
1958 veröffentlichte er das Reisebuch Canada Made Me, das der kanadische Schriftsteller und Literaturkritiker Robertson Davies als „eine Abhandlung über das Land in einer Ausdrucksweise von Provinzialität, Vulgarität und enttäuschten Hoffnung“ beschrieb.
Das Buch verursachte so viel Feindseligkeit in seinem Geburtsland, dass ein anderer Literaturkritiker die Leser in einer Rezension des Buches aufforderte, Stecknadeln in Voodoo-Puppen mit dem Gesicht Levines zu stecken. Dies trug mit dazu bei, dass von der ersten Ausgabe nur fünfhundert Exemplare in Kanada verkauft wurden.
Ein weiteres Ergebnis war, dass der kanadische Literaturmarkt faktisch für Levine für Jahrzehnte geschlossen war. Trotz seiner Kritik an seinem Geburtsland in Canada Made Me wurde er 1965 als erster Schriftsteller zum Writer in Residence an der University of New Brunswick (UNB) berufen, und seine Kurzgeschichten wurden als Hörspiele für das Radioprogramm von CBC/Radio-Canada adaptiert.

#### Freundschaft mit Francis Bacon undFrom A Seaside Town
Eine enge persönliche Freundschaft pflegte er mit dem Maler Francis Bacon, den er 1959 in St Ives kennenlernte. Levine glaubte, dass die nach 1964 entstandenen Gemälde Bacons durch das Ende von The Angled Road geprägt waren. Andererseits inspirierten ihn Gespräche mit Bacon dazu, dass ein einfacher und direkter Schreibstil anspruchsvoller sei.
In seinem zweiten und letzten Roman From A Seaside Town (1970) lieferte ihm Bacon die Vorlage für die Hauptperson, den Maler Charles Garter, dessen Besuche bei einem erfolglosen Reiseschriftsteller und seiner Familie seltene Ruhepausen von ihrer sozialen Isolation in ihrem Wohnort verschaffen, bei dem es sich unübersehbar um St Ives handelte. Die darin enthaltene Frustration von Levines Kunst wird deutlich in der deutschsprachigen Übersetzung des Romans durch den späteren Literatur-Nobelpreisträger Heinrich Böll.

#### Rückkehr nach Kanada
1979 erreichte Levine, dass der Verlag Denis Deneau als Bedingung für die Veröffentlichung von Levines nächster Kurzgeschichtensammlung Thin Ice das umstrittene Buch Canada Made Me in Kanada neu auflegte.
Kurz darauf kehrte er nach Kanada zurück und lebte in den 1980er Jahren in Toronto.
Levine sah Sprache als eine Zwangsjacke, die das Aufregende trübt. Er wollte, dass das von ihm Geschriebene mit der Unmittelbarkeit der abstrakten Malerei erschien, die ihm in der Künstlerkolonie St Ives in Cornwall begegnete, in der er dreißig Jahre lang lebte. Diese Umgebung beschrieb er in dem Essay Sometimes It Works, der 1993 in How Stories Mean von John Metcalf und J. R. Struther veröffentlicht wurde. Das Leben als Kanadier in diesem Exil sah er als Bedingung, um Schriftsteller zu sein.
In der Folgezeit hatte er größeren Erfolg in Kanada und gewann 2001 als zweiter Preisträger den Matt-Cohen-Preis, der seit dem Jahr 2000 jährlich vom Writers’ Trust of Canada in Erinnerung an den kanadischen Schriftsteller Matt Cohen für das Lebenswerk eines kanadischen Schriftstellers vergeben wird. 2002 veröffentlichte der Verlag Key Porter Books die Kurzgeschichtensammlung The Ability To Forget, die Levines letzte veröffentlichte Kurzgeschichten enthalten.
Levine veröffentlichte insgesamt neun Sammlungen mit Kurzgeschichten, die in elf Sprachen übersetzt wurden und auch in Brailleschrift erschienen.

## Veröffentlichungen

### Kurzgeschichten
- One Way Ticket 1961
  - Übers. Annemarie Böll, Heinrich Böll, Reinhard Wagner: Ein kleines Stückchen Blau. Claassen, Hamburg 1971
  - Einzelerzählung, Übers. Annemarie Böll, Heinrich Böll: Ein kleines Stückchen Blau. In: Die weite Reise. Kanadische Erzählungen und Kurzgeschichten. Verlag Volk und Welt, Berlin 1974, S. 118–134
  - Übers. Annemarie Böll, Heinrich Böll, Reinhard Wagner, Gabriele Bock: Der Mann mit dem Notizbuch. Erzählungen. Reclams Universalbibliothek, 617. Leipzig 1975; 2. erw. Aufl. mit Ill. (und 11 zusätzl. Erz.) Nachw. Karla El-Hassan, ebd. 1979
- I don’t know anyone too well and other stories. 1971
- Django, Karfunkelstein, and Roses. 1971
  - Übers. Gabriele Bock u. a.: Django, Karfunkelstein und Rosen. Erzählungen. Claassen,  Düsseldorf 1987 (Die einzelnen Erzählungen und ihre Übersetzer)
- Thin Ice. 1979
- Why Do You Live So Far Away? 1984
- Champagne Barn. 1984
- The Beat and the Still. 1990
- Something Happened Here. 1991
- The Ability to Forget. 2003

### Romane
- The Angled Road. 1952
- From a Seaside Town. 1970
  - Dt. Übersetzung Aus einer Stadt am Meer. Halle (Saale) 2020

### Gedichtbände
- Myssium. 1948
- The Tight-rope Walker. 1950
- I Walk by the Harbour. 1976

### Essays
- Canada Made Me. 1958
  - Übers. Heinz Winter: Kanada hat mich gemacht. Claassen, Hamburg 1967
  - Auszug, Übers. Annemarie Böll, Heinrich Böll: Eine kanadische Jugend, in Kanada erzählt. Hg. Stefana Sabin. Fischer TB 10930, Frankfurt 1992, S. 160 – 167 (A Canadian youth.)
- Sometimes It Works. 1993